# 第4太陽周期
第4太陽周期（だいよんたいようしゅうき、Solar cycle 4）は、1755年に太陽黒点の活動が記録され始めてから4番目の太陽活動周期である。1784年9月から1798年4月まで13年7ヶ月続いた。月平均の平滑化太陽黒点数の最大は235.3個（1788年2月）であり、最小（周期開始時）は15.9個であった。
この第4太陽周期は、記録が始まった1755年以来、最も長い周期である。1793年から1796年に高緯度に新たな黒点が出現したことや、バタフライ・ダイヤグラムの再調査などにより、近年では2つの周期だったのではないかと推測されることがある（ただし、太陽黒点の総数の分布をグラフにプロットすると、単一の頂点のみが現れる）。